# Nude (canção)
"Nude" é o segundo single do álbum de 2007 In Rainbows, da banda britânica Radiohead. Ela havia sido tocada ao vivo desde 1997, mas foi integrada num álbum apenas dez anos mais tarde.

## Faixas
Vinil (7")
1. "Nude"
2. "4 Minute Warning"[1]

CD
1. "Nude" - 4:17
2. "Down Is the New Up"[1] - 5:00
3. "4 Minute Warning" - 4:05

## Posição nas paradas musicais
| Parada (2008)                               | Melhor posição |
| ------------------------------------------- | -------------- |
| Áustria (Ö3 Austria Top 75)                 | 52             |
| Bélgica (Ultratop 50 de Flandres)           | 12             |
| Bélgica (Ultratop 50 da Valônia)            | 16             |
| Canadá (Canadian Hot 100)                   | 8              |
| Dinamarca (Hitlisten)                       | 11             |
| Europa (Billboard European Hot 100 Singles) | 30             |
| Finlândia (Suomen virallinen lista)         | 7              |
| França (SNEP)                               | 76             |
| Irlanda (IRMA)                              | 18             |
| Itália (FIMI)                               | 2              |
| Países Baixos (Single Top 100)              | 8              |
| Nova Zelândia (Recorded Music NZ)           | 23             |
| Noruega (VG-lista)                          | 4              |
| Portugal Digital Songs (Billboard)          | 1              |
| Suécia (Sverigetopplistan)                  | 25             |
| Reino Unido (UK Singles Chart)              | 21             |
| Reino Unido (OCC UK Indie)                  | 1              |
| Estados Unidos (Billboard Hot 100)          | 37             |